# Дичин
Дичин (болг. Дичин) — село в Болгарии. Находится в Великотырновской области, входит в общину Велико-Тырново. Население составляет 257 человек (2022).

## Политическая ситуация
В местном кметстве Дичин, в состав которого входит Дичин, должность кмета (старосты) исполняет Мария  Борисова Попова (независимый) по результатам выборов.
Кмет (мэр) общины Велико-Тырново — Румен Рашев (независимый) по результатам выборов.